# Site web choc
 (septembre 2008).
Si vous disposez d'ouvrages ou d'articles de référence ou si vous connaissez des sites web de qualité traitant du thème abordé ici, merci de compléter l'article en donnant les références utiles à sa vérifiabilité et en les liant à la section « Notes et références ».
Un site web choc, de l'anglais shock site, est un site web conçu pour choquer un maximum de visiteurs et utilisé pour faire des farces.
Le principe consiste à présenter dès la première page, sans avertissement, une image ou une vidéo, violente, pornographique, scatologique, macabre ou autre. La présentation des informations est organisée de manière à maximiser la surprise et le choc. Parfois des fonctionnalités pour mettre le visiteur attrapé dans l'embarras sont ajoutées, comme des sons attirant l'attention de l'entourage ou l'ouverture intempestive de fenêtres.
Une farce utilisant un site choc consiste généralement à donner, dans un courrier électronique ou un forum de discussion, un hyperlien sur le site en le faisant passer pour un hyperlien sur un autre site. Ce procédé est particulièrement utilisé dans le site de discussion Slashdot car il permet de transformer tout mot en lien. Les propriétaires de Slashdot ont cependant modifié leur logiciel pour que l'adresse web de destination d'un hyperlien soit affichée. Ceci a donné lieu à la création de redirections. En outre, le simple fait de lier un mot sur un site choc peut alors devenir une blague en soi.
Une fois bien connu, le concept a aussi été détourné en masquant des liens vers des sites « anti-choc », présentant des images idylliques de petites fleurs ou autre.
L'exemple le plus connu de site choc est goatse.cx (dérivé de l'anglais "goat sex", littéralement "sexe de chèvre"), qui a donné lieu à de nombreuses parodies, miroirs et sites de soutien. Ce site a fait l'objet d'une suspension en janvier 2004. Récemment, le site choc Bestgore est définitivement fermé depuis le 15 novembre 2020. Un autre exemple est Meatspin, un site jouant en boucle une vidéo (sur l’air de You Spin Me Round (Like a Record) de Dead or Alive) de deux personnes faisant du sexe anal, le pénis de la personne pénétrée tournant à l’infini.